# 새벽의 7인 (1975년 영화)
《새벽의 7인》(영어: Operation Daybreak)은 제2차 세계 대전 당시 프라하를 배경으로 보헤미아-모라바 보호령 총독대리이자 국가보안본부의 수장이었던 라인하르트 하이드리히 암살 사건에 대해 다룬 영화다.

## 개요
이 영화는 하이드리히 암살 사건을 다룬 영화로서 다큐멘터리적 구성으로 되어 있다. 특히 마지막 교회에서의 장면은 영화의 하이라이트이다.

## 스태프
- 감독 - 루이스 길버트

## 출연 배우
- 안소니 앤드류스 - 요제프 가비크 역
- 티머시 보텀스 - 얀 쿠비스 역
- 마틴 쇼 - 카렐 쿠르다 역
- 죠스 애클런드 - Janák 역
- 니콜라 파게트 - 안나 역
- 안톤 디프링 - 라인하르트 하이드리히 역
- 칼 듀어링 - 카를 프랑크 역
- 시릴 섀프스 - 패트릭 신부 역
- 다이애너 쿠플런드 - Aunt Marie Moravcová
- 로널드 래드 - Karel Moravec
- 킴 포쳔 - Ata Moravec
- Pavla Matéjuvská - (Jindri^Úka Moravcová)
- 레이 스미스 - (Hájek)
- 죠지 수얼 - 하인츠 판비츠, 수사지휘관 역
- 라인하르트 콜데호프 - 게슈타포 수사관 역

## 한국판 성우진 (MBC, 1995년 8월 12일)
- 권혁수 - 얀 쿠비스 (티머시 보텀스)
- 이윤연 - 요셉 가브치크 (안소니 앤드류스)
- 이종혁 - 카렐 추르다 (마틴 쇼)
- 김기현 - 야나크 (죠스 애클런드)
- 김명수 - 패트릭 신부 (시릴 섀프스)
- 박영희 - 안나 (니콜라 파게트)
- 박지훈 - 프랑크 (칼 듀어링)
- 손원일 - 아타 (킴 포쳔)
- 김현직
- 한영숙
- 김용식
- 신성호
- 이우신
- 안장혁
- 안지환
- 우정신
- 최원형
- 변종필
- 안종덕
- 이영란
- 이진홍